# Sandra Temporelli
Sandra Temporelli (Montreuil-sous-Bois, 25 januari 1969) is een voormalig mountainbikester uit Frankrijk. Ze vertegenwoordigde haar vaderland bij de Olympische Spelen van 1996 in Atlanta. Daar eindigde ze op de 24ste plaats in de eindrangschikking. 

## Erelijst

### Mountainbike
1996
- 3e in WB-wedstrijd in Les Gets
- Frans kampioenschap
- 24e Olympische Spelen

1997
- Frans kampioenschap
- 19e WB-eindklassement

1998
- 3e in Roc d'Azur
- Frans kampioenschap
- 12e WB-eindklassement

1999
- Frans kampioenschap

2000
- Frans kampioenschap